# Lista de augustas romanas e bizantinas
Augusta era um título honorífico imperial de grande prestígio dado às imperatrizes e mulheres da família do imperador, como irmãs, filhas e sobrinhas; no entanto, nem todas as imperatrizes eram nomeadas augustas, assim como nem todas as filhas. Era a forma feminina de Augusto, que foi usado como título pelo primeiro imperador de Roma, Caio Otávio, e subsequentemente, pelos seus sucessores.
Mulheres com o título de augusta também poderiam receber os títulos complementares de Mater Senatus (Mãe do Senado), Mater Castrorum (Mãe do Campo), e Mater Patriae (Mãe da Pátria). Júlia Domna, a segunda esposa de Septímio Severo e mãe dos imperadores Caracala e Geta, além de deter os títulos de Mãe do Senado e da Pátria, foi a primeira a receber o título de Pia Feliz Augusta, o que pode ter significado que a imperatriz foi investida com poderes maiores do que o comum para uma imperatriz-mãe romana.
Augustas podiam cunhar suas próprias moedas, usar a regalia imperial, e governar as suas próprias cortes imperiais.

## Principado romano

### Dinastia júlio-claudiana
| Retrato | Nome                                     | Data de nascimento                  | Data da nomeação | Descrição                           | Data da morte            | Local de sepultamento               |
| ------- | ---------------------------------------- | ----------------------------------- | ---------------- | ----------------------------------- | ------------------------ | ----------------------------------- |
|         | Lívia Drusa Livia Drvsilla Ivlia Avgvsta | 30 de janeiro de 58 a.C.            | 14               | Esposa de Augusto e mãe de Tibério. | 28 de setembro de 29     | Mausoléu de Augusto, Campo de Marte |
|         | Antônia, a Jovem Antonia Minor           | 31 de janeiro de 36 a.C. Atenas     | 41 (póstumo)     | Mãe de Cláudio.                     | 37 Roma                  | Mausoléu de Augusto, Campo de Marte |
|         | Agripina Menor Ivlia Avgvsta Agrippina   | 6 de novembro de 15 Ópido dos Úbios | 50               | Esposa de Cláudio e mãe de Nero     | 23 de março de 59 Miseno | Miseno, Nápoles                     |
|         | Popeia Sabina Poppaea Avgvsta Sabina     | 30 Pompeia                          | 63               | Esposa de Nero.                     | 65 Roma                  | Mausoléu de Augusto, Campo de Marte |
|         | Cláudia Augusta Clavdia Avgvsta          | 21 de janeiro de 63 Anzio           | 63               | Filha de Nero.                      | abril de 63              | Desconhecido                        |

### Dinastia flaviana
| Retrato | Nome                                       | Data de nascimento | Data da nomeação | Descrição            | Data da morte | Local de sepultamento |
| ------- | ------------------------------------------ | ------------------ | ---------------- | -------------------- | ------------- | --------------------- |
|         | Domitila, a Menor Flavia Domitilla Avgvsta | 45                 | Antes de 80      | Filha de Vespasiano. | 66            | Desconhecido          |
|         | Domícia Longina Domitia Longina Avgvsta    | 50/55              | 80               | Esposa de Domiciano. | 126/130       | Desconhecido          |

### Dinastia nerva–antonina
| Retrato | Nome                                                   | Data de nascimento                   | Data da nomeação     | Descrição                                                                                     | Data da morte         | Local de sepultamento                                 |
| ------- | ------------------------------------------------------ | ------------------------------------ | -------------------- | --------------------------------------------------------------------------------------------- | --------------------- | ----------------------------------------------------- |
|         | Pompeia Plotina Pompeia Plotina Avgvsta                | 54/68 Escacena del Campo ou Nemauso  | 105                  | Esposa do imperador Trajano.                                                                  | 123                   | Desconhecido                                          |
|         | Úlpia Marciana Vlpia Marciana Avgvsta                  | 48                                   | 105                  | Irmã do imperador Trajano.                                                                    | 112                   | Desconhecido                                          |
|         | Salonina Matídia Salonia Matidia Avgvsta               | 4 de julho de 68                     | 112                  | Sobrinha do imperador Trajano e sogra do imperador Adriano.                                   | 23 de dezembro de 119 | Desconhecido                                          |
|         | Víbia Sabina Vibia Sabina Avgvsta                      | 13 de agosto de 80 Roma              | 128                  | Esposa do imperador Adriano.                                                                  | 136 ou 137            | Castelo de Santo Ângelo (antigo Mausoléu de Adriano). |
|         | Faustina, a Maior Annia Galeria Favstina Avgvsta       | 21 de setembro de 100 Roma           | 138                  | Esposa do imperador Antonino Pio.                                                             | 140                   | Castelo de Santo Ângelo (antigo Mausoléu de Adriano). |
|         | Faustina, a Jovem Annia Galeria Favstina Avgvsta Minor | 16 de fevereiro entre 125 e 130 Roma | 1 de dezembro de 147 | Filha do imperador Antonino Pio, esposa do imperador Marco Aurélio e mãe do imperador Cômodo. | 175 Halala            | Castelo de Santo Ângelo (antigo Mausoléu de Adriano). |
|         | Lucila Annia Avrelia Galeria Lvcilla Avgvsta           | 7 de março de 148 Roma               | 164                  | Filha do imperador Marco Aurélio, irmão do imperador Cômodo e esposa do imperador Lúcio Vero. | 182 Cápri             | Desconhecido                                          |
|         | Bruta Crispina Brvttia Crispina Avgvsta                | 164 Roma                             | 177                  | Esposa do imperador Cômodo.                                                                   | 191 Cápri             | Desconhecido                                          |

### Ano dos cinco imperadores
| Retrato | Nome                              | Data de nascimento | Data da nomeação | Descrição                          | Data da morte | Local de sepultamento |
| ------- | --------------------------------- | ------------------ | ---------------- | ---------------------------------- | ------------- | --------------------- |
|         | Mânlia Escantila Manlia Scantilla |                    | 193              | Esposa do imperador Dídio Juliano. | 193           | Desconhecido          |
|         | Dídia Clara Didia Clara           | 153 Roma           | 193              | Filho do imperador Dídio Juliano.  |               | Desconhecido          |

### Dinastia severa
| Retrato | Nome                                                                        | Data de nascimento | Data da nomeação                                                                      | Descrição                                                                    | Data da morte         | Local de sepultamento |
| ------- | --------------------------------------------------------------------------- | ------------------ | ------------------------------------------------------------------------------------- | ---------------------------------------------------------------------------- | --------------------- | --- |
|         | Júlia Domna - Ivlia Domna Avgvsta - Ivlia Avgvsta - Ivlia Pia Felix Avgvsta | 170 Emesa          |                                                                                       | Esposa do imperador Septímio Severo.                                         | 217 Antioquia         | Castelo de Santo Ângelo (antigo Mausoléu de Adriano) (atualmente) Mausoléu de Augusto (anteriormente)                                                                               |
|         | Fúlvia Plaucila Pvblia Fvlvia Plavtilla Avgvsta                             | Entre 185 e 189    | Década de 210                                                                         | Esposa do imperador Caracala.                                                | 212 Lípara, Sicília   | Desconhecido |
|         | Júlia Cornélia Paula Jvlia Cornelia Pavla                                   |                    | 219                                                                                   | Primeira esposa do imperador Heliogábalo.                                    |                       | Desconhecido |
|         | Aquília Severa Ivlia Aqvilia Severa Avgvsta                                 |                    | Após 222                                                                              | Uma virgem vestal tomada como esposa pelo imperador Heliogábalo.             |                       | Desconhecido |
|         | Ânia Faustina Annia Avrelia Favstina Avgvsta                                | c. 201             | 221 (diferentemente de suas predecessoras, não incorporou Júlia no título de Augusta) | Terceira esposa do imperador Heliogábalo.                                    |                       | Desconhecido |
|         | Júlia Ávita Mameia Ivlia Avita Mamaea Avgvsta                               | 180 Emesa          | 222                                                                                   | Mãe e co-regente (durante a sua adolescência) do imperador Alexandre Severo. | 235 Germânia Superior | Sárcofago de Mameia e Alexandre Severo em Monte del Grano, mais tarde instalado no Palazzo dei Conservatori, no Monte Capitolino, em 1590; atualmente dentro dos Museus Capitolinos |
|         | Salústia Orbiana Seia Herennia Sallvstia Barbia Orbiana Avgvsta             | c. 209             | 225                                                                                   | Esposa do imperador Alexandre Severo.                                        | 227                   | Desconhecido |

### Crise do terceiro século
| Retrato | Nome                                                            | Data de nascimento    | Data da nomeação | Descrição | Data da morte                                        | Local de sepultamento |
| ------- | --------------------------------------------------------------- | --------------------- | ---------------- | --- | ---------------------------------------------------- | --------------------- |
|         | Tranquilina Fvria Sabinia Tranqvillina Avgvsta                  | c. 225                | 241              | Esposa do imperador Gordiano III.                                                                                             | 244                                                  | Desconhecido          |
|         | Márcia Otacília Severa Marcia Otacilia Severa Avgvsta           |                       | Década de 240    | Esposa do imperador Filipe, o Árabe.                                                                                          |                                                      | Desconhecido          |
|         | Herênia Etruscila Annia Cvpressenia Herennia Etrvscilla Avgvsta |                       | Setembro de 249  | Esposa do imperador Décio, mãe dos imperadores Herênio Etrusco e Hostiliano.                                                  | c. 253                                               | Desconhecido          |
|         | Cornélia Supera Caia Cornelia Svpera Avgvsta                    |                       | 253              | Esposa do imperador Emiliano.                                                                                                 | Após253                                              | Desconhecido          |
|         | Cornélia Salonina Ivlia Cornelia Salonina Avgvsta               | Bitínia               | 253              | Esposa do imperador Galiano.                                                                                                  | em ou após setembro de 268 Mediolano (possivelmente) | Desconhecido          |
|         | Sulpícia Driantila Svlpicia Dryantilla                          |                       | c. 260           | Esposa do imperador Regaliano, que a nomeou Augusta como estratégia para legitimar a sua reivindicação.                       | 260                                                  | Desconhecido          |
|         | Vitória                                                         | c. 231 Gália          | 271              | Mãe do imperador Vitorino. | 271/274                                              | Desconhecido          |
|         | Zenóbia Ivlia Avrelia Zenobia                                   | c. 240 Palmira        | 272              | Rainha do Império de Palmira, que se revoltou contra Roma. Ela se proclamou avgvsta e anexou o Mediterrâneo Oriental de Roma. | após 275                                             | Desconhecido          |
|         | Úlpia Severina Vlpia Severina Avgvsta                           | Dácia (possivelmente) | 274              | Esposa do imperador Aureliano; é possível que tenha reinado no seu próprio nome após a morte do marido, em 275.               | 275                                                  | Desconhecido          |
|         | Magnia Urbica Magnia Vrbica Avgvsta                             |                       | 283              | Esposa do imperador Carino.                                                                                                   |                                                      | Desconhecido          |

## Dominato

### Tetrarquia
| Retrato | Nome                                    | Data de nascimento | Data da nomeação | Descrição                                                     | Data da morte | Local de sepultamento |
| ------- | --------------------------------------- | ------------------ | ---------------- | ------------------------------------------------------------- | ------------- | --------------------- |
|         | Galéria Valéria Galeria Valeria Avgvsta | Século III         | 308              | Filha do imperador Diocleciano e esposa do imperador Galério. | 315           | Desconhecido          |

### Dinastia constantina
| Retrato | Nome                                                 | Data de nascimento | Data da nomeação        | Descrição | Data da morte                      | Local de sepultamento                |
| ------- | ---------------------------------------------------- | ------------------ | ----------------------- | --- | ---------------------------------- | ------------------------------------ |
|         | Fausta Flavia Maxima Fausta Avgvsta                  | 289 Roma           | 324                     | Segunda esposa do imperador Constantino e filha do imperador Maximiano; mãe de Constantina, Constantino II, Constâncio II, Constante I e Helena.                | 326                                | Desconhecido                         |
|         | Helena de Constantinopla Flavia Ivlia Helena Avgvsta | 250 Drepanon       | c.324–325               | Mãe do imperador Constantino, o Grande, e ex-esposa ou amante do imperador Constâncio Cloro (de quem se separou antes de sua ascensão como César).              | 18 de agosto de 330 Constantinopla | Mausoléu de Helena, Via Labicana     |
|         | Constantina Avgvsta                                  | 325                | Após 312 e antes de 337 | Filha do imperador Constantino, e esposa de Hanibaliano, Rex Regum et Ponticarum Gentium (Rei dos Reis e do Povo de Ponto), e depois esposa de Constâncio Galo. | 354 Caeni Gallicani, Bitínia       | Mausoléu de Constança, Via Nomentana |

### Dinastia valentiniana
| Retrato | Nome                                            | Data de nascimento | Data da nomeação | Descrição | Data da morte                 | Local de sepultamento                                                                                           |
| ------- | ----------------------------------------------- | ------------------ | ---------------- | --- | ----------------------------- | --- |
|         | Albia Dominica Domnica Avgvsta                  | c. 337             | entre 364 a 378  | Esposa do imperador Valente.                                                                                       | Após 378                      | Desconhecido |
|         | Gala Placídia Galla Placidia Avgvsta            | 392 Ravena         | c. 416           | Filha do imperador Teodósio, esposa do imperador Constâncio III, e regente do filho, o imperador Valentiniano III. | 27 de novembro de 450 Roma    | Mausoléu da dinastia Teodosiana próximo a Antiga Basílica de São Pedro, mais tarde a Capela de Santa Petronila. |
|         | Justa Grata Honória Ivsta Grata Honoria Avgvsta | c. 417/418 Ravena  | Após 426         | Irmã do imperador Valentinian0 III.                                                                                | Antes de junho de 455 Cartago | Desconhecido |

### Dinastia teodosiana
| Retrato | Nome                                        | Data de nascimento                  | Data da nomeação    | Descrição | Data da morte                               | Local de sepultamento                                                |
| ------- | ------------------------------------------- | ----------------------------------- | ------------------- | --- | ------------------------------------------- | -------------------------------------------------------------------- |
|         | Élia Flacila Aelia Flavia Flaccilla Avgvsta |                                     | Antes de 385        | Esposa do imperador Teodósio. | 386                                         | Constantinopla                                                       |
|         | Élia Eudócia Aelia Evdoxia Avgvsta          |                                     | 9 de janeiro de 400 | Esposa do imperador Arcádio. | 6 de outubro de 404                         | Igreja dos Santos Apóstolos, Constantinopla                          |
|         | Élia Pulquéria Aelia Pvlcheria Avgvsta      | 19 de janeiro de 399 Constantinopla | 414                 | Filha do imperador Arcádio, irmã do imperador Teodósio II, única governante por um mês após a morte do irmão, e depois co-regente com o marido, o imperador Marciano. | Julho de 453 Constantinopla (provavelmente) | Igreja dos Santos Apóstolos, Constantinopla                          |
|         | Élia Eudócia Aelia Evdocia Avgvsta          | c. 401 Atenas                       | 2 de janeiro de 423 | Esposa do imperador Teodósio II. | 20 de outubro de 460 Jerusalém              | Igreja de São Estêvão, mais tarde Basílica de São Estêvão, Jerusalém |
|         | Licínia Eudóxia Licinia Evdoxia Avgvsta     | 422                                 | 439                 | Filha do imperador Teodósio II e esposa do imperador Valentiniano III.                                                                                                | 462                                         | Desconhecido                                                         |

### Dinastia leonina
| Retrato | Nome                                         | Data de nascimento | Data da nomeação | Descrição | Data da morte      | Local de sepultamento                       |
| ------- | -------------------------------------------- | ------------------ | ---------------- | --- | ------------------ | ------------------------------------------- |
|         | Márcia Eufêmia Aelia Marcia Euphemia Avgvsta | Constantinopla     | c. 453           | Filha do imperador Marciano, e esposa do imperador Antêmio.                                                                            | 472                | Desconhecido                                |
|         | Élia Verina Aelia Verina Avgvsta             |                    | 457              | Esposa do imperador Leão I, o Trácio, irmã do imperador Basilisco, e mãe da imperatriz Ariadne e Leôncia Porfirogênita.                | Desconhecido       | 484                                         |
|         | Ariadne Aelia Ariadne Avgvsta                | antes de 457       | 474              | Filha do imperador Leão, esposa do imperador Wife of Zenão, mãe do imperador Leão II, e depois esposa do imperador Anastácio I Dicoro. | 515 Constantinopla | Igreja dos Santos Apóstolos, Constantinopla |
|         | Élia Zenonis Aelia Zenonis Avgvsta           | Século V           | 475              | Esposa do imperador Basilisco e mãe do co-imperador Marcos.                                                                            | 476 Capadócia      | Desconhecido                                |

## Período bizantino

### Dinastia justiniana
| Retrato | Nome                                                 | Data de nascimento          | Data da nomeação   | Descrição                                                                                      | Data da morte                     | Local de sepultamento                       |
| ------- | ---------------------------------------------------- | --------------------------- | ------------------ | ---------------------------------------------------------------------------------------------- | --------------------------------- | ------------------------------------------- |
|         | Eufêmia Εὐφημία, Euphemia Augusta                    | Século V                    | 518                | Esposa do imperador Justino I; seu nome original era Lupicínia, antes de se tornar imperatriz. | 524 Constantinopla                | Igreja de Santa Eufêmia, Constantinopla     |
|         | Teodora Θεοδώρα, Theodora Augusta                    | c. 500 Chipre               | 9 de agosto de 527 | Esposa do imperador Justiniano.                                                                | 28 de junho de 548 Constantinopla | Igreja dos Santos Apóstolos, Constantinopla |
|         | Sofia Σοφία, Aelia Sophia Augusta                    | c. 530                      | 568                | Esposa e regente do imperador Justino II.                                                      | c. 601 Constantinopla             | Igreja dos Santos Apóstolos, Constantinopla |
|         | Ino Anastácia Ἰνὼ Ἀναστασία, Aelia Anastasia Augusta | Século VI Dafnúdio, Bitínia | 578                | Esposa do imperador Tibério II Constantino.                                                    | 593 Constantinopla                | Igreja dos Santos Apóstolos, Constantinopla |
|         | Constantina Κωνσταντῖνα                              | c. 560                      | 582                | Esposa do imperador Maurício.                                                                  | c. 605/607                        | Mosteiro de São Mamas                       |
|         | Leôncia Λεοντία                                      |                             | 602                | Esposa do imperador Focas.                                                                     |                                   | Desconhecido                                |

### Dinastia heracliana
| Retrato | Nome                        | Data de nascimento | Data da nomeação    | Descrição                                                                                     | Data da morte       | Local de sepultamento                       |
| ------- | --------------------------- | ------------------ | ------------------- | --------------------------------------------------------------------------------------------- | ------------------- | ------------------------------------------- |
|         | Fábia Eudócia Φαβία Ευδοκία | c. 580             | 5 de outubro de 610 | Primeira esposa do imperador Heráclio e mãe do imperador Constantino III.                     | 13 de agosto de 612 | Igreja dos Santos Apóstolos, Constantinopla |
|         | Augustina, Αὐγουστίνα       |                    | 639                 | Filha do imperador Heráclio                                                                   |                     | Desconhecido                                |
|         | Martina Μαρτίνα             | Século VI          | 639                 | Segunda esposa do imperador Heráclio, e regente dos imperadores Constantino III e Heraclonas. | Após 641 Rodes      | Desconhecido                                |
|         | Fausta Φαύστα               | c. 630             | 642                 | Esposa do imperador Constante II.                                                             | Após 668            | Igreja dos Santos Apóstolos, Constantinopla |

### Dinastia isaura
| Retrato | Nome                             | Data de nascimento | Data da nomeação    | Descrição | Data da morte      | Local de sepultamento          |
| ------- | -------------------------------- | ------------------ | ------------------- | --- | ------------------ | ------------------------------ |
|         | Maria Μαρία                      |                    | 25 de agosto de 718 | Esposa do imperador Leão III, o Isauro.                                                                           |                    | Desconhecido                   |
|         | Ana Ἄννα                         |                    | 741–742             | Filha do imperador Leão III esposa do imperador Artavasdo.                                                        |                    | Igreja de São Salvador em Cora |
|         | Eudócia Ευδοκια                  |                    | 1 de abril de 769   | Terceira esposa do imperador Constantino V Coprônimo.                                                             |                    | Desconhecido                   |
|         | Irene de Atenas Eἰρήνη η Ἀθηναία | c. 752             | 17 December 769     | Esposa do imperador Leão IV, o Cazar, imperatriz viúva e regente de 780 a 797, e mãe do imperador Constantino VI. | 9 de agosto de 803 | Desconhecido                   |

### Dinastia nicéfora
| Retrato | Nome              | Data de nascimento | Data da nomeação     | Descrição | Data da morte | Local de sepultamento |
| ------- | ----------------- | ------------------ | -------------------- | --- | ------------- | --------------------- |
|         | Procópia Προκοπία | c. 770             | 12 de outubro de 811 | Filha do imperador Nicéforo I, o Logóteta, esposa do imperador Miguel I Rangabe, e irmã do imperador Estaurácio. | Após 813      | Desconhecido          |

### Dinastia amoriana
| Retrato             | Nome            | Data de nascimento     | Data da nomeação            | Descrição                                                                    | Data da morte                       | Local de sepultamento                          |
| ------------------- | --------------- | ---------------------- | --------------------------- | ---------------------------------------------------------------------------- | ----------------------------------- | ---------------------------------------------- |
|                     | Teodora Θεοδώρα | 815 Ebissa, Paflagônia | 830                         | Esposa do imperador Teófilo, mãe e regente do imperador Miguel III, o Ébrio. | Após 867                            | Mosteiro de Gástria, onde hoje há uma mesquita |
|                     | Tecla Θέκλα     | Década de 820 ou 830   | Década de 830               | Filha do imperador Téofilo.                                                  | Após 870                            | Mosteiro de Gástria                            |
|                     | Ana Ἄννα        |                        | Década de 830               | Filha do imperador Téofilo.                                                  |                                     | Mosteiro de Gástria (provavelmente)            |
| Anastácia Ἀναστασία |                 | Década de 830          | Filha do imperador Téofilo. |                                                                              | Mosteiro de Gástria (provavelmente) |                                                |

### Dinastia macedônica
| Retrato | Nome                                         | Data de nascimento    | Data da nomeação | Descrição                                                                                      | Data da morte                       | Local de sepultamento                          |
| ------- | -------------------------------------------- | --------------------- | ---------------- | ---------------------------------------------------------------------------------------------- | ----------------------------------- | ---------------------------------------------- |
|         | Zoé Zautsina Ζωή Ζαούτζαινα                  |                       | 898              | Terceira esposa do imperador Leão VI, o Sábio.                                                 | Maio de 899 Constantinopla          | Igreja dos Santos Apóstolos                    |
|         | Teodora Θεοδώρα                              |                       | 921              | Esposa do imperador Romano I Lecapeno.                                                         | 20 de fevereiro de 922              | Mosteiro de Mireleu, onde hoje há uma mesquita |
|         | Helena Lecapena Ἑλένη Λεκαπηνή               | c. 910                | Fevereiro de 922 | Esposa do imperador Constantino VII Porfirogênito.                                             | 19 de setembro de 961               | Desconhecido                                   |
|         | Sofia do Peloponeso Σοφία                    |                       | Fevereiro de 922 | Esposa do imperador Cristóvão Lecapeno.                                                        |                                     | Desconhecido                                   |
|         | Ana Ἄννα                                     |                       | 933              | Filha de Gabalas e esposa do imperador Estêvão Lecapeno.                                       |                                     | Desconhecido                                   |
|         | Zoé Porfirogênita Πορφυρογέννητη             | c. 978 Constantinopla |                  | Filha do imperador Constantino VIII, co-imperatriz soberana com a irmã, Teodora Porfirogênita. | 1050 Constantinopla                 | Igreja dos Santos Apóstolos                    |
|         | Teodora Porfirogênita Θεοδώρα Πορφυρογέννητη | c. 980 Constantinopla | [ 6 ]            | Filha do imperador Constantino VIII, co-imperatriz soberana com a irmã, Zoé Porfirogênita.     | 31 de agosto de 1056 Constantinopla | Igreja dos Santos Apóstolos                    |

### Dinastia comnena
| Retrato | Nome                            | Data de nascimento | Data da nomeação | Descrição                             | Data da morte | Local de sepultamento |
| ------- | ------------------------------- | ------------------ | ---------------- | ------------------------------------- | ------------- | --------------------- |
|         | Catarina da Bulgária Αἰκατερίνη | Antes de 1018      | 1057             | Esposa do imperador Isaque I Comneno. | Após 1059     | Desconhecido          |

### Dinastia ducas
| Retrato | Nome                                            | Data de nascimento | Data da nomeação  | Descrição | Data da morte | Local de sepultamento |
| ------- | ----------------------------------------------- | ------------------ | ----------------- | --- | ------------- | --------------------- |
|         | Eudócia Macrembolitissa Ευδοκία Μακρεμβολίτισσα | c. 1021            | Entre 1059 e 1067 | Segunda esposa do imperador Constantino X Ducas e depois esposa do imperador Romano IV Diógenes, além de regente do filho, o imperador Miguel VII Ducas. | 1096          | Desconhecido          |

### Dinastia comnena
| Retrato | Nome                         | Data de nascimento | Data da nomeação | Descrição                          | Data da morte | Local de sepultamento |
| ------- | ---------------------------- | ------------------ | ---------------- | ---------------------------------- | ------------- | --------------------- |
|         | Ana Dalassena Ἄννα Δαλασσηνή | 1025               | 1081             | Mãe do imperador Aleixo I Comneno. | 1102          | Desconhecido          |

### Dinastia paleóloga
| Retrato | Nome                         | Data de nascimento          | Data da nomeação | Descrição                                                                                 | Data da morte       | Local de sepultamento |
| ------- | ---------------------------- | --------------------------- | ---------------- | ----------------------------------------------------------------------------------------- | ------------------- | --------------------- |
|         | Ana de Saboia Ἄννα           | após 27 de setembro de 1306 | c. 1326          | Esposa do imperador Andrónico III Paleólogo, mãe e regente do imperador João V Paleólogo. | 1365 Tessalônica    | Desconhecido          |
|         | Helena Dragasa Ἑλένη Δραγάση | c. 1372                     | c. 1392          | Esposa do imperador Manuel II Paleólogo.                                                  | 1450 Constantinopla | Desconhecido          |